# Agustí Valls i Vicens
Agustí Valls i Vicens (Barcelona, 21 de juny de 1860 - Barcelona, 22 de gener de 1920) fou un escriptor i poeta català.
Fou fill del sastre Magí Valls i Bosch, natural de Castellserà, i de la seva esposa Anna Vicens i Gelabert, de Sant Feliu de Guíxols. Va ser inscrit amb els noms de Agustí, Joan i Lluís Gonçaga.
Era germà de Josep Maria Valls i Vicens i amic de Josep Torras i Bages, i fou soci fundador de la Lliga Espiritual de la Mare de Déu de Montserrat i del Cercle Artístic de Sant Lluc. Des del 1878 col·laborà regularment a La Renaixença i, ocasionalment, a La Veu del Montserrat i a L'Olotí (1896-98). Entre els anys 1883 i 1893 guanyà diversos accèssits als Jocs Florals de Barcelona. Destaquen els seus poemes de contingut patriòtic, com Davant l'estàtua d'En Casanova, un poema llegit en una vetllada dedicada a Rubió i Ors considerat el probable origen del tradicional homenatge de la Diada Nacional de Catalunya, i també els de contingut religiós. La seva poesia va rebre la influència de Jacint Verdaguer i de Marià Aguiló i Fuster i, en part, fou recollida a Lectura Popular (1916). A Flors lul·lianes (1918) versificà el Llibre d'Amic e Amat.